# Сикорски C-16
Сикорски C.XVI (рус. Сикорский С-16) је руски ловачки авион. Први лет авиона је извршен 1914. године. 

Највећа брзина у хоризонталном лету је износила 120 km/h. Размах крила је био 8,00 метара а дужина 5,90 метара. Маса празног авиона је износила 407 килограма, а нормална полетна маса 676 kg. Био је наоружан са једним митраљезом калибра 7,7 милиметара Викерс.

## Наоружање
| Наоружање авиона: Сикорски     |          |
| Ватрено (стрељачко) наоружање  |          |
| Топ                            |          |
| Митраљез                       |          |
| Број и ознака митраљеза        | 1 Викерс |
| Калибар                        | 7,7      |
| Бомбардерско наоружање (бомбе) |          |
| Ракетно наоружање (ракете)     |          |